# Hantos
Hantos is een plaats (község) en gemeente in het Hongaarse comitaat Fejér. Hantos telt 984 inwoners (2001).